# 하이드로맨
하이드로맨(영어: Hydro-Man)은 마블 코믹스의 슈퍼빌런 캐릭터이다. 본명은 모리스 벤치(Morris Bench)로, 신체를 물로 변화시킬 수 있는 초능력자이며 주로 스파이더맨과 싸웠다. 1981년 1월 《어메이징 스파이더맨》 46호에 처음 등장했고, 데니스 오닐과 존 로미타 시니어가 공동 창작하였다.

## 담당 성우

### TV 애니메이션
- 스파이더맨(1994) - 롭 폴슨
- 판타스틱 포(1994) - 브래드 개릿
- 스펙태큘러 스파이더맨(2008) - 빌 파거바키
- 얼티밋 스파이더맨(2012) - 제임스 아널드 테일러

### 비디오 게임
- 스파이더맨 언리미티드(2015) - 매슈 머서